# آمریکاگرایی (بدعت)
آمریکایی‌گرایی در سال‌های حوالی ۱۹۰۰، یک دیدگاه سیاسی و مذهبی بود که به برخی از کاتولیک‌های آمریکایی نسبت داده می‌شد و توسط سریر مقدس به عنوان بدعت محکوم می‌شد.
در دهه ۱۸۹۰، روحانیون «محافظه‌کار قاره‌ای» اروپایی نشانه‌هایی از مدرنیسم یا لیبرالیسم کلاسیک را که پاپ پیوس نهم در برنامه درسی خطاها در سال ۱۸۶۴ محکوم کرده بود، در میان باورها و آموزه‌های بسیاری از اعضای سلسله مراتب کاتولیک آمریکایی که این اتهامات را رد کردند، شناسایی کردند. . پاپ لئو سیزدهم در نامه ای به کاردینال جیمز گیبونز که با عنوان Testem benevolentiae nostrae «شاهد خیرخواهی ما» منتشر شد، علیه این عقاید نوشت.
نتیجه درازمدت این بود که کاتولیک‌های ایرلندی که عمدتاً کلیسای کاتولیک در ایالات متحده را کنترل می‌کردند، به‌طور فزاینده ای وفاداری کامل خود را به پاپ نشان دادند و آثاری از تفکر لیبرال را در دانشکده‌های کاتولیک سرکوب کردند. در نهایت، درگیری فرهنگی بود، زیرا اروپایی‌های محافظه‌کار قاره‌ای، خشمگین از حملات شدید به کلیسای کاتولیک در آلمان، فرانسه و سایر کشورها، برای از بین بردن نگرش فردگرایانه در آمریکا حرکت کردند.

## در اروپا
در طول جمهوری سوم فرانسه، که در سال ۱۸۷۰ آغاز شد، قدرت و نفوذ کاتولیک فرانسه به‌طور پیوسته کاهش یافت. دولت فرانسه قوانینی را تصویب کرد که به شدت بر کلیسا اعمال می‌شد و اکثریت شهروندان فرانسوی مخالفتی نداشتند. در واقع، آنها شروع به نگاه به قانونگذاران کردند و نه به روحانیت برای راهنمایی.
با مشاهده این موضوع، و تشویق عمل پاپ لئو سیزدهم، که در سال ۱۸۹۲ از کاتولیک‌های فرانسوی وفادارانه خواست جمهوری را بپذیرند، چندین کشیش جوان فرانسوی دست به کار شدند تا جلوی افول قدرت کلیسا را بگیرند. آنها به این نتیجه رسیدند که چون کلیسا عمدتاً با سلطنت طلبان همدردی می‌کند و با جمهوری خصومت می‌کند و چون خود را از فلسفه‌ها و شیوه‌های مدرن دور نگه می‌دارد، مردم از آن روی گردان شده‌اند. کشیشان مترقی بر این باور بودند که کلیسا برای پرورش شخصیت فردی بسیار کم‌کار می‌کند و تأکید بیش از حد بر جنبه معمول مراسم مذهبی دارد. آنها همچنین خاطرنشان کردند که کاتولیک از ابزارهای مدرن تبلیغاتی مانند جنبش‌های اجتماعی، سازماندهی باشگاه‌ها یا ایجاد شهرک‌ها استفاده چندانی نمی‌کرد. به‌طور خلاصه، کلیسا با نیازهای مدرن سازگار نشده بود، و این کشیش‌ها تلاش کردند تا این را اصلاح کنند. آنها یک رسالت داخلی را آغاز کردند که برای یکی از فریادهای تظاهرکننده اش، "Allons au peuple" بود. ("بیایید به سوی مردم برویم"). آنها برای پروژه‌های اجتماعی و بشردوستانه، برای ارتباط نزدیک‌تر بین کشیش‌ها و اهل محله، و برای پرورش کلی ابتکار عمل شخصی، چه در روحانیون و چه در افراد غیر روحانی، به مبارزه پرداختند. نه غیرطبیعی، آنها به دنبال الهام گرفتن از آمریکا بودند. در آنجا کلیسایی نیرومند را در میان مردمی آزاد دیدند که کشیشان در آن مورد احترام عموم قرار می‌گرفتند و در هر پروژه‌ای از کاتولیک‌ها، غیرت تهاجمی داشتند.

### ایزاک هیکر

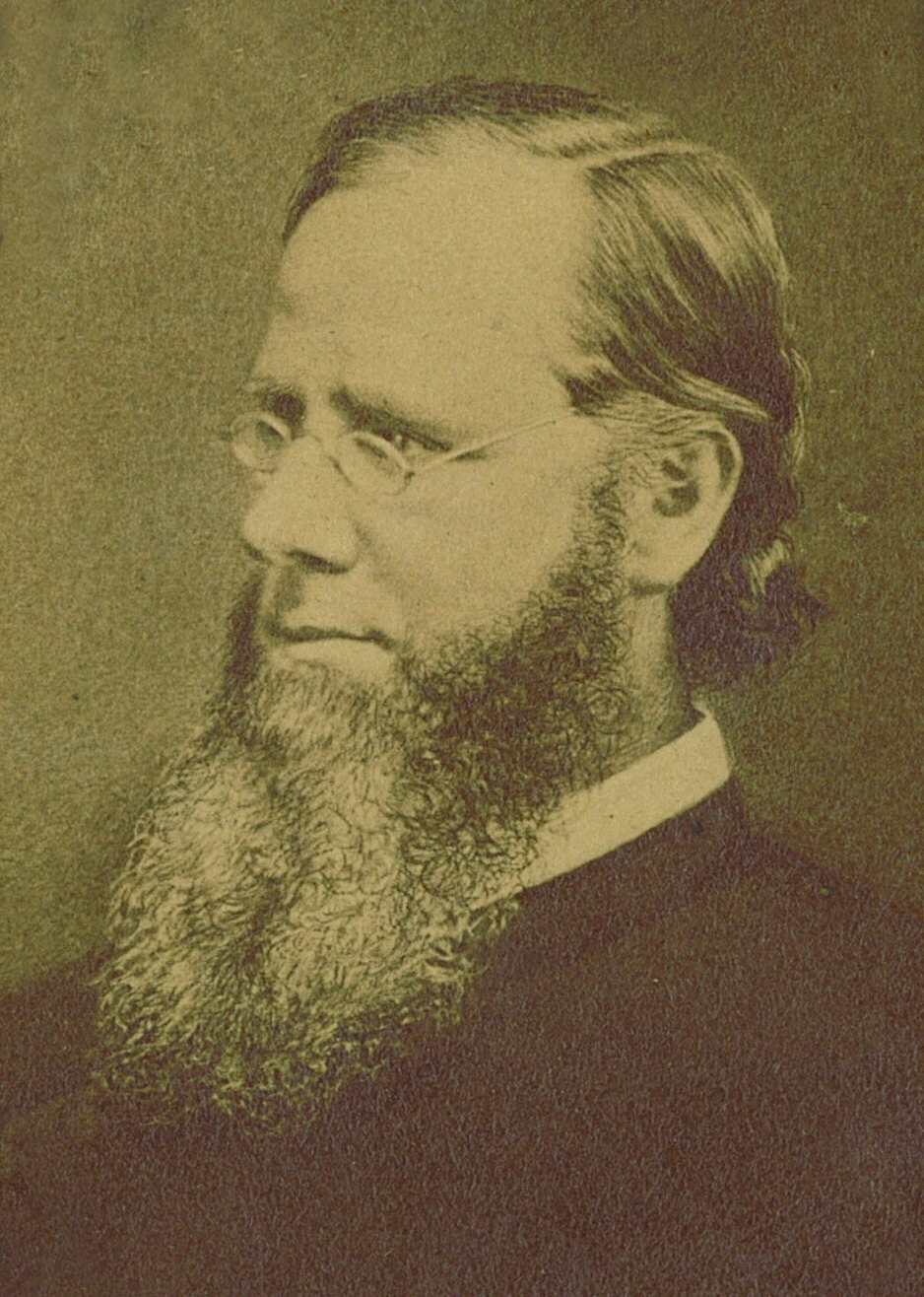
پدر آیزاک هیکر

در دهه ۱۸۹۰، این موضوع توسط ترجمه کنتس راویلیاکس از زندگینامه ایزاک توماس هیکر توسط پدر پائولیست والتر الیوت، به شدت مورد توجه کاتولیک‌های اروپایی قرار گرفت، با مقدمه آبه فلیکس کلین که بیشترین خشم واتیکان را برانگیخت. بیوگرافی او که توسط پدر الیوت پائولیست در سال ۱۸۹۱ به زبان انگلیسی نوشته شد، شش سال بعد به فرانسه ترجمه شد و الهام بخش فرانسوی‌ها شد. پدر هیکر، که معمولاً به عنوان «دارت زرد» شناخته می‌شود، سال‌ها در این نقطه مرده بود و هرگز توسط پاپ با نارضایتی دیده نمی‌شد. این ترجمه از زندگینامه هیکر و مقدمه آبه کلاین برای این کتاب باعث شد که به نظر برسد او بسیار رادیکال تر از آنچه در واقع بود بوده‌است.
هیکر با تأکید بر نکات خاصی از آموزه‌های کاتولیک به دنبال ارتباط با آمریکایی‌های پروتستان بود، اما پاپ لئو سیزدهم این تلاش را به عنوان تضعیف دکترین کاتولیک درک کرد. هیکر همچنین از اصطلاحاتی مانند «فضیلت طبیعی» استفاده کرده بود، که به نظر پاپ بدعت پلاژی را پیشنهاد می‌کرد. از آنجایی که اعضای پدران پولیست وعده‌ها را می‌پذیرفتند اما وعده‌های دستورهای مذهبی را نمی‌پذیرفتند، بسیاری به این نتیجه رسیدند که هیکر نیاز به اقتدار خارجی را انکار می‌کند.
لیبرال‌های فرانسوی به ویژه پدر هیکر را به خاطر عشقش به دوران مدرن و آزادی مدرن و ارادتش به کاتولیکیسم لیبرال تحسین می‌کردند. در واقع، آنها او را به عنوان یک قدیس حامی گرفتند. کشیشان فعال فرانسوی با الهام از زندگی و شخصیت پدر هیکر، وظیفه متقاعد کردن همتایان خود را به پذیرش نظام سیاسی بر عهده گرفتند و سپس از انزوا خارج شوند، خود را با زندگی فکری کشور در ارتباط قرار دهند و از آن استفاده کنند. نقش فعال در کار بهبود اجتماعی. در سال ۱۸۹۷، هنگامی که مونسینور دنیس جی. اوکانل، رئیس سابق کالج پاپی آمریکای شمالی در رم، به نمایندگی از ایده‌های پدر هیکر در کنگره کاتولیک در فریبورگ سخنرانی کرد، جنبش انگیزه جدیدی دریافت کرد.

### مخالفت
برخی از کاتولیک‌ها به پاپ شکایت کردند و در سال ۱۸۹۸، ابه چارلز ماگنن یک بحث شدید علیه جنبش جدید به نام Le Père Hecker, est-il un saint?("آیا پدر هیکر یک مقدس است؟"). محافظه کاران اروپایی توسط اسقف‌های کاتولیک آلمانی آمریکایی در غرب میانه تقویت شدند که به ایرلندی‌ها که به‌طور فزاینده ای بر کلیسای کاتولیک آمریکایی تسلط داشتند، بی‌اعتماد بودند. آرتور پریوس (۱۸۷۱–۱۹۳۴) برجسته‌ترین الهی‌دان کاتولیک آلمانی در ایالات متحده، دشمنی آشکار بود و مجله علمی خود را با حملات فورتنایتلی ریویو پر می‌کرد.
بسیاری از مقامات قدرتمند واتیکان نیز با گرایش «آمریکایی» مخالفت کردند. پاپ لئو سیزدهم تمایلی به تنبیه کاتولیک‌های آمریکایی که اغلب به خاطر وفاداری و ایمانشان ستایش کرده بود، نداشت. در سال ۱۸۹۹، کاردینال گیبونز نوشت: «معلوم است که آن نظراتی که در مجموع برخی آنها را «آمریکایی‌گرایی» می‌دانند، نمی‌توانند مورد تأیید ما باشند.

## سرکوب

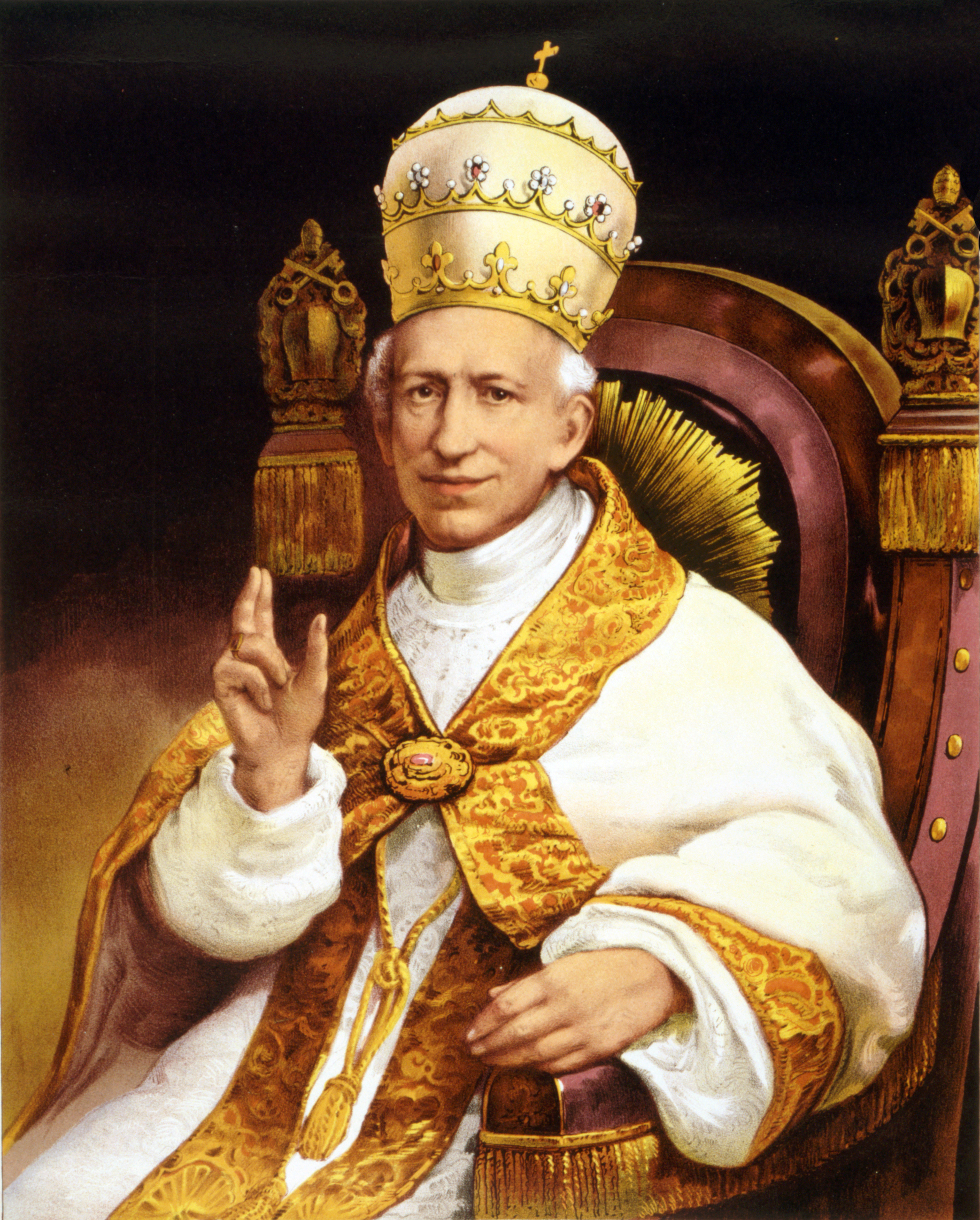
پاپ لئو سیزدهم

در بخشنامه Longinqua oceani در سال ۱۸۹۵("گستره وسیع اقیانوس")، پاپ لئو سیزدهم دیدگاه کلی مثبتی را نسبت به کلیسای آمریکا نشان داد و بیشتر در مورد موفقیت کاتولیک در ایالات متحده اظهار داشت، اما همچنین به این دیدگاه اشاره کرد که کلیسا "ثمرات فراوان تری به بار خواهد آورد اگر: او علاوه بر آزادی، از لطف قوانین و حمایت مقامات عمومی برخوردار بود.» لئو به سلسله مراتب کلیسای آمریکا هشدار داد که از این سیستم منحصر به فرد جدایی کلیسا و دولت حمایت نکنند.
در سال ۱۸۹۸، لئو برای آمریکا که در آن کلیسا و دولت «از هم جدا و جدا شده‌اند» ابراز تاسف کرد و از ترجیح خود برای رابطه نزدیکتر بین کلیسای کاتولیک و دولت، در راستای خطوط اروپایی نوشت.
سرانجام در نامه خود Testem benevolentiae nostrae(22 ژانویه ۱۸۹۹؛ "شاهد خیرخواهی ما") خطاب به کاردینال جیمز گیبونز، اسقف اعظم بالتیمور، لئو سایر اشکال آمریکایی گرایی را محکوم کرد. کاتولیک مدت‌ها به ملت‌ها اجازه می‌داد که ادیان دیگر را تحمل کنند، اما کلیسا معتقد است که در صورت امکان باید از ایمان کاتولیک حمایت کرد.
پاپ لئو سیزدهم همچنین در مورد لیبرالیسم فرهنگی برخی از کاتولیک‌های آمریکایی ابراز نگرانی کرد: وی خاطرنشان کرد که مؤمنان نمی‌توانند برای خود دکترین تصمیم بگیرند. او تأکید کرد که کاتولیک‌ها باید از مقام آموزشی کلیسا پیروی کنند. به‌طور کلی، او قرار دادن کودکان در معرض مدارسی که برای تربیت مسیحی آنها مضر است، خطرناک می‌دانست. پاپ این ایده را به سخره گرفت که همه نظرات باید به صورت علنی پخش شود، زیرا او احساس می‌کرد برخی سخنرانی‌ها می‌تواند به اخلاق عمومی آسیب برساند. او همچنین زندگی‌نامه هیکر و آمریکایی گرایی را محکوم کرد.
این سند آموزه‌ها یا گرایش‌های زیر را محکوم می‌کند:
- اصرار بی‌مورد بر ابتکارات درونی در زندگی معنوی، به عنوان منجر به نافرمانی
- حمله به نذرهای مذهبی و تحقیر ارزش دستورهای دینی در دنیای مدرن
- به حداقل رساندن دکترین کاتولیک
- به حداقل رساندن اهمیت جهت معنوی

خلاصه ادعا نمی‌کند که هیکر و آمریکایی‌ها هیچ دکترین نادرستی در مورد موارد فوق داشته‌اند. در عوض، صرفاً بیان کرد که اگر چنین نظراتی وجود داشته باشد، سلسله مراتب محلی باید آنها را ریشه کن کند.

### پاسخ آمریکا

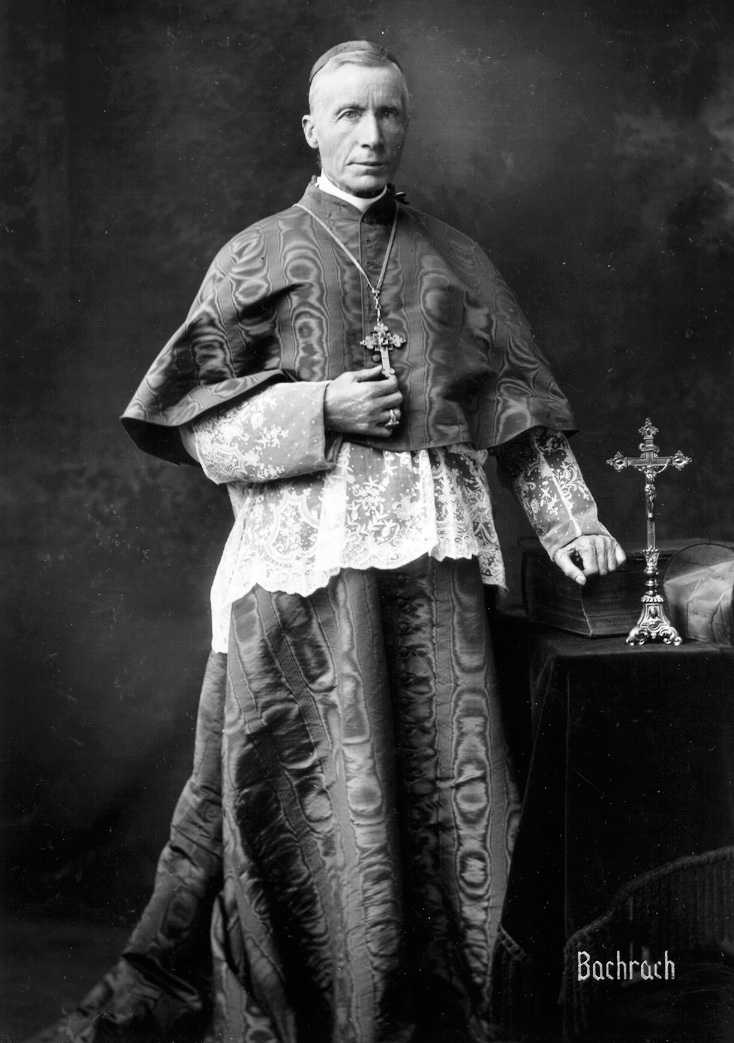
جیمز گیبونز، اسقف اعظم کاردینال بالتیمور

در پاسخ به Testem benevolentiae کاردینال گیبونز و بسیاری دیگر از پیشوایان آمریکایی با صدای تقریباً متفق القول به رم پاسخ دادند و انکار کردند که کاتولیک‌های آمریکایی هر یک از دیدگاه‌های محکوم شده را دارند. آنها گفتند که هیکر هرگز کوچک‌ترین انحرافی از اصول کاتولیک را در کامل‌ترین و دقیق‌ترین اعمال آنها تحمل نکرده‌است.
اغتشاش ناشی از محکومیت خفیف بود. تقریباً تمام روحانیون و بخش قابل توجهی از روحانیون از این ماجرا بی‌خبر بودند. کوتاهی پاپ در نهایت باعث تقویت موقعیت محافظه کاران در فرانسه شد. اظهارات لئو عملاً به جنبش آمریکایی‌گرایی پایان داد و فعالیت‌های کاتولیک‌های مترقی آمریکایی را محدود کرد. توماس مک‌آوی، مورخ، استدلال می‌کند که تأثیرات منفی طولانی‌مدت بر زندگی فکری کاتولیک‌های آمریکایی وجود داشته‌است.
برنارد مک‌کواید، اسقف روچستر، پیشرو در مناقشه آمریکایی‌گرایی بود. او به سرعت آمیختگی لیبرالیسم و کاتولیک را - که او آن را «آمریکایی گرایی دروغین» نامید - تشخیص داد و آن را از زندگی با آرمان‌های جمهوری‌خواهی و دموکراسی - «آمریکایی واقعی» متمایز کرد. مک کوید به جوامع مخفی، مدارس غیر کاتولیک و حتی برخی از اسقف‌های همکار خود بسیار مشکوک بود. او به ویژه نگران جان ایرلند، جان کین و جیمز کاردینال گیبونز بود، که مک‌کویید همه آنها را «بیش از حد آشتی‌جویانه با آمریکای پروتستانی می‌دانست.»
جان ایرلند، اسقف اعظم سنت پل، مینه‌سوتا و یکی از برجسته‌ترین مدرن‌سازان، مجبور شد روی پوسته‌های تخم‌مرغ راه برود تا از محکومیت دیدگاه‌هایش جلوگیری کند. ایرلند به همراه جان جی کین، اسقف اعظم دوبوک، به دنبال تطبیق ارزش‌های اجتماعی و مذهبی کلیسای کاتولیک با ارزش‌های سیاسی و فرهنگی آمریکا، به ویژه آزادی مذهبی، جدایی کلیسا از دولت، همکاری با غیر کاتولیک‌ها بود. و شرکت در تصمیم‌گیری‌های کلیسایی. بسیاری از ایده‌های او تلویحاً توسط پاپ لئو سیزدهم Testem benevolentiae محکوم شد. (۱۸۹۹) به عنوان بدعت و آمریکایی گرایی. با این وجود، ایرلند به ترویج دیدگاه‌های خود ادامه داد. زمانی که دیدگاه‌های مشابه اروپایی توسط پاپ پیوس دهم Pascendi Dominici Gregis محکوم شد. (۱۹۰۷)، ایرلند فعالانه علیه آنچه که پاپ بدعت مدرنیسم اعلام کرد مبارزه کرد. این رفتار ظاهراً ناسازگار از مفهوم ایرلند از «میانگین طلایی» بین «محافظه کاری فوق‌العاده»، نامربوط ساختن کلیسا و «اولترالیبرالیسم» و نادیده گرفتن پیام کلیسا ناشی می‌شود.

## آمریکایی شدن
دیگران، مانند اورست براونسون - یک روشنفکر عمومی کاتولیک مخالفت با بردگی - از سیستم کلیسای ملی راضی نبودند. او که یک آمریکایی‌ساز به حساب می‌آمد، از مهاجران دفاع می‌کرد که باور کنند هویت کاتولیک آنها جایگزین شکاف‌های ملی است و شخصاً با تربیت کشیش در حوزه‌های علمیه آمریکا که از نظر قومی تقسیم شده بودند مخالف بود. اسقف جان هیوز معتقد بود که براونسون بخشی از «باشگاه» روشنفکران لیبرال است که می‌خواستند کلیسا را آمریکایی کنند. او علناً براونسون را به دلیل ارائه سخنرانی آغاز سال ۱۸۶۰ در دانشگاه فوردهام محکوم کرد.

## بیشتر خواندن
- موری، جان کورتنی. آزادی مذهبی: مبارزه کاتولیک با کثرت گرایی (1993) گزیده‌های ۲۷۸ صفحه و جستجوی متن
- مک آووی، توماس تی. بدعت آمریکایی در کاتولیکیسم رومی ۱۸۹۵–۱۹۰۰ (۱۹۶۳) انتشارات دانشگاه نوتردام.
- مک آووی، توماس تی. "اقلیت کاتولیک پس از مناقشه آمریکایی‌ها، ۱۸۹۹–۱۹۱۷: یک بررسی"، بررسی سیاست، ژانویه ۱۹۵۹، جلد. ۲۱ شماره ۱، صفحات 53-82 در JSTOR
- اسمیت، الوین A. "سنت بنیادی کلیسا-دولت کلیسای کاتولیک در ایالات متحده." تاریخ کلیسا 1969 38(4): 486-505. در JSTOR
- Thomas, Samuel J. "The American Periodical Press and the Apostolic Letter 'Testem Benevolentiae", Catholic Historical Review, ژوئیه ۱۹۷۶، جلد. ۶۲ شماره ۳، ص ۴۰۸–۴۲۳